# 潮ヶ濱義夫
潮ヶ濱 義夫（しおがはま ぎふ
、1897年12月8日 - 1937年11月6日）は、青森県西津軽郡木造町（現・つがる市）出身で高砂部屋に所属した大相撲力士。本名は長谷川 義夫。現役時代の体格は身長170cm、体重90kg。最高位は西前頭11枚目（1930年1月場所・3月場所）。得意手は突っ張り、左四つ、寄り、足癖。

## 来歴
旧制函館中学校（現・北海道函館中部高等学校）を卒業し、小学校の代用教員をしていたという、角界では異色の経歴を持つ。遠縁に幕内力士立汐祐治郎・立汐唯五郎の兄弟がいた。3代高砂（元大関2代朝潮）に入門して1917年1月場所で初土俵。6年後の1923年5月場所に十両昇進、1928年3月場所で入幕した。
実は入幕直前の1928年1月場所、潮ヶ濱（当時は「汐ヶ濱」）は東幕下7枚目の地位にいて、成績は1勝2敗3休の成績だった。現在なら当然入幕はおろか番付を下げるはずなのだが、当時は1927年の東（東京相撲）西（大坂相撲）合併に伴って変則的な番付編成をしていた。つまり1928年1月場所は前年5月場所（両国国技館開催）の成績を、3月場所は前年10月場所（京都八坂新道にて開催）の成績を基準として作成していたのだ。汐ヶ濱の場合は、
- 1927年1月場所（開催地：両国）　東十両4枚目で2勝4敗
- 1927年3月場所（開催地：大阪）　東十両4枚目で6勝5敗
- 1927年5月場所（開催地：東京）　東十両12枚目で2勝4敗
- 1927年10月場所（開催地：京都）　西十両3枚目で8勝3敗

という成績だった。汐ヶ濱は関西本場所で好成績を挙げたことでこのような変則的な昇進ができたのである。しかし汐ヶ濱は新入幕の場所を3勝8敗と負け越した。翌5月場所は1月場所の成績を元に作成されたので、幕内力士が翌場所には幕下へ陥落
したという珍しい記録を残した。いったん幕下へは下がったものの再び番付を上げ、「潮ヶ濱」と改名した後の1930年1月場所で再入幕を果たした。このときは前2場所の成績が番付編成の基準だったので潮ヶ濱は翌3月場所と2場所続けて幕内に在ったが、2勝9敗、5勝6敗と2場所とも負け越し、再び十両へ陥落した。
「潮ノ濱」と改めた後の1932年1月、春秋園事件が勃発した。天竜・大ノ里ら西方幕内力士が挙げて相撲協会を脱退すると、錦洋を中心とする東方幕内力士も呼応して「革新力士団」を結成し脱退した。
小柄で非力だったが、それを動きの速さと巧さで補った。突っ張りから左四つに組み、寄りや足癖を放つ取り口だった。仕切りから立ち上がる瞬間に全身を細かく動かす独特の癖があった。

## 関西角力協会時代
- 東十両7枚目と発表された潮ヶ濱も革新力士団に加わり、錦洋を補佐する役割を担った。脱退力士たちが合流して大日本相撲連盟（のち関西角力協会）を結成した後も幹事を務め、天竜らを助けた。1937年11月6日、死去。39歳だった。潮ヶ濱死去の翌12月11日、関西角力協会は解散した[2]。

## 主な成績
- 幕内在位：3場所
- 幕内成績：10勝23敗　勝率.303

### 場所別成績
| 1917年 （大正6年） | （前相撲）             | x                | 東序ノ口35枚目 2–2 1預 | x                |
| 1918年 （大正7年） | 東序二段74枚目 4–0 1預 | x                | 西序二段13枚目 3–2     | x                |
| 1919年 （大正8年） | 西三段目52枚目 2–3     | x                | 東三段目56枚目 4–1     | x                |
| 1920年 （大正9年） | 東三段目21枚目 4–1     | x                | 東幕下43枚目 4–1       | x                |
| 1921年 （大正10年） | 東幕下15枚目 3–2       | x                | 東幕下12枚目 1–4       | x                |
| 1922年 （大正11年） | 東幕下26枚目 3–0       | x                | 西幕下6枚目 2–3        | x                |
| 1923年 （大正12年） | 東幕下14枚目 7–3       | x                | 西十両13枚目 4–2       | x                |
| 1924年 （大正13年） | 東十両4枚目 1–4        | x                | 東十両15枚目 3–2 1預   | x                |
| 1925年 （大正14年） | 東十両5枚目 3–3        | x                | 東十両9枚目 3–3        | x                |
| 1926年 （大正15年） | 東十両13枚目 5–1       | x                | 東十両6枚目 4–2        | x                |
| 1927年 （昭和2年） | 東十両4枚目 2–4        | 東十両4枚目 6–5  | 東十両12枚目 2–4       | 西十両3枚目 8–3  |
| 1928年 （昭和3年） | 東幕下7枚目 1–2        | 東前頭11枚目 3–8 | 西幕下16枚目 2–4       | 西幕下16枚目 5–1 |
| 1929年 （昭和4年） | 西十両5枚目 5–6        | 西十両5枚目 7–4  | 東十両3枚目 8–3        | 東十両3枚目 7–4  |
| 1930年 （昭和5年） | 西前頭11枚目 2–9       | 西前頭11枚目 5–6 | 西十両4枚目 3–8        | 西十両4枚目 2–9  |
| 1931年 （昭和6年） | 東十両10枚目 6–4 1痛分 | 東十両10枚目 5–6 | 西十両2枚目 4–7        | 西十両2枚目 5–6  |
| 1932年 （昭和7年） | 東十両7枚目 – 脱退     | x                | x                      | x                |
| 各欄の数字は、「勝ち-負け-休場」を示す。 優勝 引退 休場 十両 幕下 三賞：敢=敢闘賞、殊=殊勲賞、技=技能賞 その他：★=金星 番付階級：幕内 - 十両 - 幕下 - 三段目 - 序二段 - 序ノ口 幕内序列：横綱 - 大関 - 関脇 - 小結 - 前頭（「#数字」は各位内の序列） |                        |                  |                        |                  |

## 改名
- 汐ヶ濱義夫（1917年1月 - 1929年3月）
- 潮ヶ濱義夫（1929年5月 - 1931年3月）
- 潮ノ濱義夫（1931年5月 - 1932年1月）[5]